# Bikar karla 2023
La Bikar karla 2023, nota anche come Mjólkurbikarinn per motivi di sponsorizzazione, è stata la 64ª edizione della Coppa nazionale islandese. È iniziata il 22 marzo 2023 e si è conclusa il 16 settembre con la finale.
Il Víkingur ha vinto il torneo per la terza volta consecutiva, la quinta complessiva nella sua storia, sconfiggendo il KA Akureyri nella finale.

## Primo turno
Il primo turno, a cui partecipano 50 squadre, è stato giocato dal 22 marzo al 2 aprile 2023.
| Squadra 1        | Risultato       | Squadra 2         |
| ---------------- | --------------- | ----------------- |
| 22 marzo 2023    |                 |                   |
| Elliði           | 0 - 1           | Árborg            |
| 30 marzo 2023    |                 |                   |
| Vængir Júpíters  | 4 - 4 (5-6 dtr) | KH Reykjavík      |
| 31 marzo 2023    |                 |                   |
| Úlfarnir         | 1 - 3           | Þróttur Vogum     |
| Berserkir        | 1 - 2           | Smári             |
| KB               | 2 - 4           | Kría              |
| Selfoss          | 7 - 1           | Álftanes          |
| Hvíti riddarinn  | 3 - 2           | GG                |
| Kári             | 5 - 0           | Léttir            |
| KFG              | 7 - 0           | Hafnir            |
| Þróttur          | 18 - 0          | Stokkseyri        |
| RB               | 5 - 3 (dts)     | Álafoss           |
| 1 aprile 2023    |                 |                   |
| Ýmir             | 1 - 2           | KFS               |
| Reynis           | 1 - 7           | KFK               |
| Njarðvík         | 4 - 0           | Hörður Í.         |
| Árbær            | 2 - 1           | Víkingur Ólafsvík |
| Haukar           | 2 - 3           | Víðir Garði       |
| Hamrarnir        | 2 - 7           | Tindastóll        |
| Magni            | 4 - 0           | Samherjar         |
| 2 aprile 2023    |                 |                   |
| Uppsveitir       | 7 - 0           | Hamar             |
| ÍR Reykjavík     | 0 - 1           | ÍH                |
| Reynir Sandgerði | 1 - 2           | Ægir              |
| Ásvellir         | 4 - 4 (2-1 dtr) | Kormákur          |
| SR               | 1 - 5           | Augnablik         |
| Skallagrímur     | 2 - 3           | KFR               |
| KV               | 17 - 0          | Afríka            |

## Secondo turno
Al secondo turno partecipano 40 squadre ed è stato giocato dal 6 all'11 aprile 2023.
| Squadra 1      | Risultato   | Squadra 2        |
| -------------- | ----------- | ---------------- |
| 6 aprile 2023  |             |                  |
| Árborg         | 1 - 3       | Kári             |
| Grótta         | 1 - 0       | Vestri           |
| Afturelding    | 0 - 1       | Grindavík        |
| KFA            | 7 - 1       | Spyrnir          |
| KFS            | 0 - 5       | Þróttur          |
| Þór            | 6 - 0       | KF Fjallabyggðar |
| 8 aprile 2023  |             |                  |
| Sindri Hofn    | 4 - 3 (dts) | Höttur           |
| KFR            | 0 - 1 (dts) | KH Reykjavík     |
| Augnablik      | 2 - 3       | Njarðvík         |
| KFG            | 3 - 2       | ÍH               |
| Þróttur Vogum  | 2 - 0       | KV               |
| KFK            | 0 - 8       | Selfoss          |
| RB             | 3 - 2       | Hvíti riddarinn  |
| Leiknir        | 2 - 0       | Árbær            |
| Völsungur      | 0 - 1       | Magni            |
| ÍA Akraness    | 3 - 0       | Víðir Garði      |
| Dalvík/Reynir  | 2 - 1       | Tindastóll       |
| Smári          | 1 - 6       | Ægir             |
| Uppsveitir     | 4 - 3       | Ásvellir         |
| 11 aprile 2023 |             |                  |
| Kría           | 0 - 10      | Fjölnir          |

## Terzo turno
Il terzo turno vede 32 squadre partecipanti, con l'ingresso nella competizione delle squadre di Urvalsdeild. Le partite vengono giocate il 19 e 20 aprile.
| Squadra 1      | Risultato       | Squadra 2        |
| -------------- | --------------- | ---------------- |
| 19 aprile 2023 |                 |                  |
| Stjarnan       | 1 - 0 (dts)     | ÍBV Vestmannæyja |
| KA Akureyri    | 5 - 0           | Uppsveitir       |
| KR Reykjavík   | 3 - 0           | Þróttur Vogum    |
| Leiknir        | 1 - 0           | Selfoss          |
| Fjölnir        | 0 - 2           | Breiðablik       |
| Fram Reykjavík | 2 - 3           | Þróttur          |
| Valur          | 4 - 1           | RB Keflavík      |
| Keflavík       | 1 - 0 (dts)     | ÍA Akraness      |
| 20 aprile 2023 |                 |                  |
| Njarðvík       | 4 - 1           | KFA              |
| Ægir           | 1 - 3           | FH Hafnarfjörður |
| Grindavík      | 1 - 0           | Selfoss          |
| Víkingur       | 6 - 2           | Magni            |
| Kári           | 1 - 1 (2-4 dtr) | Þór              |
| Sindri Hofn    | 2 - 4           | Fylkir           |
| HK Kópavogur   | 5 - 0           | KFG              |
| Grótta         | 4 - 3           | KH Reykjavík     |

## Ottavi di finale
Le partite vengono giocate dal 16 al 18 maggio.
| Squadra 1        | Risultato | Squadra 2    |
| ---------------- | --------- | ------------ |
| 16 maggio 2023   |           |              |
| Þór              | 3 - 1     | Leiknir      |
| 17 maggio 2023   |           |              |
| FH Hafnarfjörður | 2 - 1     | Njarðvík     |
| 18 maggio 2023   |           |              |
| Stjarnan         | 4 - 0     | Keflavík     |
| Valur            | 1 - 3     | Grindavík    |
| Þróttur          | 0 - 3     | Breiðablik   |
| Víkingur         | 2 - 1     | Grótta       |
| HK Kópavogur     | 1 - 3     | KA Akureyri  |
| Fylkir           | 3 - 4     | KR Reykjavík |

## Quarti di finale
Le partite vengono giocate il 5 e 6 giugno.
| Squadra 1     | Risultato | Squadra 2        |
| ------------- | --------- | ---------------- |
| 5 giugno 2023 |           |                  |
| Þór           | 1 - 2     | Víkingur         |
| Breiðablik    | 3 - 1     | FH Hafnarfjörður |
| 6 giugno 2023 |           |                  |
| KA Akureyri   | 2 - 1     | Grindavík        |
| KR Reykjavík  | 2 - 1     | Stjarnan         |

## Semifinali
| Squadra 1      | Risultato       | Squadra 2    |
| -------------- | --------------- | ------------ |
| 4 luglio 2023  |                 |              |
| KA Akureyri    | 3 - 3 (3-1 dtr) | Breiðablik   |
| 16 agosto 2023 |                 |              |
| Víkingur       | 4 - 1           | KR Reykjavík |

## Finale
| Reykjavik 16 settembre 2023, ore 17:00 GMT +0                                                  | Víkingur  | 3 – 1 referto | KA Akureyri | Laugardalsvöllur (3 845 spett.) |
| \| \| \| \| \| Vilhjálmsson 38’ Þrándarson 72’ Sigurpálsson 84’ \| Marcatori \| 82’ Árnason \| |           |               |             |                                 |
|                                                                                                |           |               |             |                                 |
| Vilhjálmsson 38’ Þrándarson 72’ Sigurpálsson 84’                                               | Marcatori | 82’ Árnason   |             |                                 |